# Miroslav Kráľ
Miroslav Kráľ (* 2. listopadu 1947 Topoľčany) je bývalý slovenský fotbalista, útočník a fotbalový trenér.

## Sportovní kariéra
V československé lize hrál za ZVL Žilina, nastoupil ke 171 ligovým utkáním a dal 26 gólů. Reprezentoval Československo na Olympijských hrách 1968 v Mexiku.

## Ligová bilance
| Ročník                                   | Zápasy | Góly | Klub           |
| ---------------------------------------- | ------ | ---- | -------------- |
| 1. československá fotbalová liga 1966/67 | 25     | 7    | Jednota Žilina |
| 1. československá fotbalová liga 1967/68 | 22     | 4    | Jednota Žilina |
| 1. československá fotbalová liga 1968/69 | 23     | 2    | ZVL Žilina     |
| 1. československá fotbalová liga 1970/71 | 15     | 1    | ZVL Žilina     |
| 1. československá fotbalová liga 1971/72 | 24     | 3    | ZVL Žilina     |
| 1. československá fotbalová liga 1972/73 | 26     | 5    | ZVL Žilina     |
| 1. československá fotbalová liga 1973/74 | 23     | 4    | ZVL Žilina     |
| 1. československá fotbalová liga 1974/75 | 12     | 1    | ZVL Žilina     |
| CELKEM 1. liga                           | 170    | 27   |                |

## Trenérská kariéra
V roce 1994 byl trenérem MŠK Žilina.